# Liste der Monuments historiques in Brouqueyran
Die Liste der Monuments historiques in Brouqueyran führt die Monuments historiques in der französischen Gemeinde Brouqueyran auf.

## Liste der Bauwerke
| Bezeichnung       | Beschreibung                    | Standort | Kennzeichnung | Schutzstatus | Datum | Bild |
| ----------------- | ------------------------------- | -------- | ------------- | ------------ | ----- | ---- |
| Château du Mirail | Schloss aus dem 17. Jahrhundert | (Lage)   | PA00083491    | Classé       | 1990  |      |